# Phryganea
Phryganea (do grego: Φρύγανα; phrýgana) é um género de insectos da ordem Trichoptera, em geral conhecidos pelo nome comum de moscas-de-água ou friganas, caracterizados por terem quatro asas membranosas, mais ou menos densamente pilosas, partes bucais vestigiais e antenas esguias multiarticuladas. A sua pequena dimensão (20 a 30 mm) e as suas asas tomentosas levam a que sejam por vezes confundidos com pequenas borboletas nocturnas. As larva destes insectos são um dos iscos preferidos na pesca à truta.

## Descrição e ocorrência
Os insectos pertencentes aos género Phryganea são pequenas moscas-de-água, com 20-30 mm de comprimento, asas pilosas de cor castanha ou cinzenta e antenas longas e articuladas. Os adultos alimentam-se principalmente de matéria vegetal em decomposição, preferindo ambientes encharcados ou com elevada humidade. As larvas são aquáticas.
As larvas das moscas-de-água produzem uma camada protectiva constituída por secreções das suas glândulas salivares, as quais formam uma camada viscosa em torno do corpo que é recoberta por pequenos elementos heteróclitos recolhidos pelas suas patas e peças bucais do fundo das águas onde habita. Estes materiais, nas sua maioria pequenos fragmentos vegetais e grãos de areia, aderem à camada viscosa secretada, formando um encapsulamento protector que vai sendo alargado à medida que a larva cresce.
O género ocorre na Europa e em quase todas as regiões temperadas do Hemisfério Norte.

## Lista de espécies
Segundo o Sistema Integrado de Informação Taxonómica (ITIS) o género compreende as seguintes espécies:
- Phryganea atomaria Gmelin, 1789
- Phryganea grandis C. Linnaeus, 1758
- Phryganea labefacta Scudder, 1890
- Phryganea miocenica Cockerell, 1913
- Phryganea spokanensis Carpenter, 1931
- Phryganea striata C. Linnaeus, 1758
- Phryganea wickhami Cockerell, 1914

Alguns taxonomistas dividem o género nos seguintes sub-géneros:
- Phryganea (Colpomera) McLachlan, 1862
- Phryganea (Neophryganea) Martynov, 1924
- Phryganea (Phryganea) Linnaeus, 1758